# Marcus Preto
Marcus Vinicius Preto Lopes (São Paulo, 2 de março de 1973) é um jornalista, curador, produtor musical e diretor de arte brasileiro. Por seus trabalhos para artistas como Gal Costa, Erasmo Carlos, Jota.pê e Alaíde Costa, foi premiado com quatro troféus no Latin Grammy, três no Prêmio da Música Brasileira e uma estatueta na Associação Paulista dos Críticos de Arte (APCA).

## Biografia
Nascido na Vila Maria, Zona Norte de São Paulo, pretendia cursar Cinema, sua grande paixão desde a adolescência, quando, em 1990, todo o setor foi desmonstado por medidas do governo Collor. Sem rumo, matriculou-se em Filosofia, na USP, e em Música Popular, na ULM. Insatisfeito com os dois cursos, abandonou ambos e foi trabalhar no restaurante Spot, na avenida Paulista. Foi nesse período como garçom que conheceu Waly Salomão, Antonio Cicero, Caetano Veloso e Lygia Fagundes Telles, entre outras figuras fundamentais para a materialização das carreiras futuras de jornalista, produtor e diretor artístico. Considera esses cinco anos no restaurante (de 1996 a 2001) um passo fundamental de sua história.

## Carreira

### Jornalista
A carreira de jornalista começou em 2001, na revista MTV. Tornou-se jornalista por acaso quando, ainda garçom, enviou um e-mail à diretora de redação da revista, Monica Figueiredo. A ironia é que escreveu a mensagem de madrugada, depois de algumas taças de vinho, e nem se lembrava de ter enviado. No dia seguinte, a jornalista o chamou para uma conversa. Acabou contratado. 
Nos anos seguintes, foi repórter e crítico musical na revista Rolling Stone e no jornal Folha de S.Paulo, entre tantos outros. Na Folha, teve papel fundamental na propagação de artistas da nova cena musical brasileira, sobretudo a da capital paulistana, que florescia a partir do surgimento de nomes como Criolo, Marcelo Jeneci, Emicida, Romulo Fróes, Tulipa Ruiz, Anelis Assumpção e outros.

### Produtor musical e diretor artístico
Assim como aconteceu no jornalismo, também as funções de produtor musical e diretor artístico vieram por acidente. Visitando semanalmente a casa de Tom Zé a fim de colher depoimentos para uma biografia, encontrou o músico abatido com a repercussão, nas redes sociais, de locução feita pelo músico para um comercial da Coca-Cola. Era a cultura do cancelamento começando a se manifestar no país. Preto sugeriu que Tom Zé usasse os xingamentos postados pelos haters no Facebook para criar música. Então você vai ter que me ajudar, respondeu o mestre tropicalista. Assim nasceu o EP Tribunal do Feicebuqui (2013), gravado com Emicida, O Terno, Trupe Chá de Boldo e Filarmônica de Pasárgada.
No final de 2013, começou a atuar como diretor artístico de Gal Costa (1945 - 2022) , função que desempenhou por nove anos, até a morte da cantora. Para Gal, produziu seis espetáculos, três álbuns de estúdio e três gravados ao vivo. Em 2015, recebeu o Troféu APCA de Melhor Produção e Direção Artística, na categoria Música Popular, por Estratosférica (2015), álbum de canções inéditas da cantora baiana.
Também arquitetou trabalhos de artistas como Erasmo Carlos, Silva, Nando Reis, Alaíde Costa , Bala Desejo, Paulo Miklos, Juliana Linhares, Márcia Castro, Almério, Junio Barreto, Lia de Itamaracá e da banda Scalene, entre outros. Pelos álbuns O Futuro Pertence à... Jovem Guarda, de Erasmo, e Sim Sim Sim, do Bala Desejo, foi premiado com o Grammy duas vezes em 2022. Pelo show Tudo É Amor - Almério Canta Cazuza, recebeu o troféu de Melhor Direção em Música no prêmio Janeiro de Grandes Espetáculos.  Em 2023, recebeu dois troféus no Prêmio da Música Brasileira pelos álbuns O Futuro Pertence à... Jovem Guarda, de Erasmo Carlos, e O que Meus Calos Dizem Sobre Mim, de Alaíde Costa Em 2024, recebeu o Prêmio da Música Brasileira por Dorme, Pretinho, produzido para Lia de Itamaracá. 
No primeiro semestre de 2023, dirigiu espetáculos para as cantoras Simone - Tô Voltando, celebrando os 50 anos de carreira da artista- e Adriana Calcanhotto - Coisas Sagradas Permanecem, dedicado à obra de Gal Costa e ovacionado pela crítica especializada.
Em março de 2024, veio o álbum Se o Meu Peito Fosse o Mundo, do jovem cantor e compositor Jota.pê. Em seguida, em maio, lançou Rasgamundo, trabalho que marca o retorno do grupo vocal Boca Livre; e Erasmo Esteves, primeiro álbum póstumo de Erasmo Carlos, apenas com repertório inédito e participações de nomes da nova geração, como Emicida, Marina Sena, Rubel, Russo Passapusso, Gaby Amarantos, Tim Bernardes e outros. Em junho, lançou o segundo volume da trilogia dedicada a Alaíde Costa, E o Tempo Agora Quer Voar, produzido a seis mãos com Pupillo e Emicida. Em novembro, veio Pagode da Mart'nália, álbum em que Mart'nália regrava sucessos do pagode da década de 1990.
Na 25ª edição do Latin Grammy, ganhou mais dois troféus: um pelo álbum Se o Meu Peito Fosse o Mundo e outro por Erasmo Esteves.  
Prepara o novo trabalho da veterana Claudette Soares, um projeto para a cantora e violonista Badi Assad e um álbum que une as vozes de Lia de Itamaracá e Daúde.

### Cinema, Literatura e Curadoria
No cinema, foi diretor musical dos filmes Música para Morrer de Amor (2020)  e Meu Álbum de Amores (2021), ambos dirigidos por Rafael Gomes. Com trilha sonora original de Odair José e Arnaldo Antunes, Meu Álbum de Amores estreia em 2022.
É organizador da fotobiografia Gal Costa (Bei Editora, 2022), dedicada à vida e à obra da cantora baiana. 
Em 2013 e 2014, fez parte da equipe de curadoria da Virada Cultural de São Paulo.
Atualmente, é curador do festival Coala, que acontece anualmente no Memorial da América Latina, em São Paulo. O Coala tem sido apontado como precursor em subverter toda uma cultura e colocar a música brasileira no holofote principal. 

## Discografia

### Produção Musical e Direção artística
- Tribunal do Feicebuqui (2013), Tom Zé [59][60][61][62]
- Coitadinha Bem Feito: As Canções de Angela Ro Ro (2013), Angela Ro Ro[63]
- Vira Lata na Via Láctea (2014), Tom Zé [64]
- Animal (2014), Adriano Cintra[65][66]
- Prisioneira do Amor (2015), Andreia Dias
- Estratosférica (2015), Gal Costa
- Vem (2017), Mallu Magalhães
- A Gente Mora no Agora (2017), Paulo Miklos[67]
- Tudo Tudo Tudo Tudo (2017), César Lacerda
- Silva Canta Marisa Ao Vivo (2017), Silva[68]
- Estratosférica Ao Vivo (2017), Gal Costa[69]
- Trinca de Ases (2018), Gilberto Gil, Nando Reis e Gal Costa
- Amor É Isso (2018), Erasmo Carlos[70]
- A Pele do Futuro (2018), Gal Costa[71][72]
- Não Sou Nenhum Roberto, Mas às Vezes Chego Perto (2019), Nando Reis[73][74][75]
- Respiro (2019), Scalene[76]
- A Pele do Futuro Ao Vivo (2019), Gal Costa[77]
- América, América (2020), Marcelo Segreto (EP) [78]
- Nenhuma Dor (2021), Gal Costa[79][80][81][82][83][84]
- Nordeste Ficção (2021), Juliana Linhares[85][86]
- Tudo É Amor - Almério Canta Cazuza (2021), Almério[87][88]
- Axé (2021), Marcia Castro[89]
- Um Gosto de Sol (2021), Céu (seleção de repertório) [90]
- Amazon Original [Re]Discover Milton Nascimento (2021), Bryan Behr, Céu, Luedji Luna e Vitor Kley (EP) [91]
- O futuro pertence à... Jovem Guarda (2022), Erasmo Carlos[92][93]
- Sim Sim Sim (2022), Bala Desejo[94][95][96]
- O Que Meus Calos Dizem Sobre Mim (2022), Alaíde Costa [97] [98]
- Dorme Pretinho (2023), Lia de Itamaracá (single)[99]
- Meu Álbum de Amores - Trilha Sonora do Filme (2023), Odair José, Arnaldo Antunes e Gabriel Leone[100]
- Maré Vermelha (2023), Mihay[101]
- Por que Você Não Vem Morar Comigo? (2023), Simone e Ney Matogrosso (single)[102]
- Meu Mundo e Nada Mais (2024), Alaíde Costa e Guilherme Arantes (single)[103]
- Se o Meu Peito Fosse o Mundo (2024), Jota.pê[104]
- O Sol e o Sal do Suor (2024), Junio Barreto[105]
- Erasmo Esteves (2024), Erasmo Carlos[106]
- O Prazer de Viver para Mim É Você (2024), Claudette Soares e Guilherme Arantes (single)[107]
- Rasgamundo (2024), Boca Livre[108]
- E o Tempo Agora Quer Voar (2024), Alaíde Costa[109]
- Pagode da Mart'nália (2024), Mart'nália[110]
- Simone 50 - Ao Vivo (2025), Simone[111]
- Varanda dos Palpites (2025), Joaquim[112]
- Wanda Sá 80 Anos (2025), Wanda Sá[113]

## Shows

### Direção e roteiro
- Espelho d'Água (2014), Gal Costa; estreia: Teatro J. Safra (Sao Paulo) - roteiro e direção[114][115][116]
- Ela Disse-me Assim (2015), Gal Costa; estreia: Auditório Araújo Vianna (Porto Alegre) - roteiro e direção[117][118][119]
- Estratosférica (2015), Gal Costa; estreia: Teatro Castro Alves (Salvador) - roteiro e direção[120][121]
- Silva Canta Marisa (2016), Silva; estreia: Choperia Sesc Pompeia (São Paulo) - roteiro e direção[122]
- A Gente Mora no Agora (2017), Paulo Miklos; estreia: Casa Natura Musical (São Paulo) - roteiro e direção[123]
- Trinca de Ases (2017), Gilberto Gil, Nando Reis e Gal Costa; estreia: Citibank Hall (São Paulo) - roteiro e codireção musical (com Gilberto Gil e Nando Reis) [124]
- Tudo Tudo Tudo Tudo (2017), César Lacerda; estreia: Espaço Cultural Sérgio Porto (Rio de Janeiro) - roteiro e direção[125][126]
- Paulo Miklos Canta Adoniran Barbosa (2018), Paulo Miklos e Os Prettos; estreia: Terraço Santander (São Paulo) - roteiro e direção[127]
- A Pele do Futuro (2018), Gal Costa; estreia: Tom Brasil (São Paulo) - roteiro e direção[128][129][130]
- Esse Amor sem Preconceito (2019), Nando Reis; estreia: Palácio das Artes (Belo Horizonte) - roteiro e direção[131]
- Malía (2019), Malía; estreia: Casa Natura Musical (São Paulo) - roteiro e direção[132][133]
- As Várias Pontas de uma Estrela (2021), Gal Costa; estreia: Teatro Bradesco (São Paulo) - roteiro e direção[134]
- Tudo É Amor - Almério Canta Cazuza (2022), Almério; estreia: Teatro do Parque (Recife) - roteiro e direção[135][136][137][138]
- O Que Meus Calos Dizem Sobre Mim (2022), Alaíde Costa; estreia: Sesc Pinheiros (São Paulo) - roteiro e direção[139]
- Axé (2022), Marcia Castro; estreia: Sesc 24 de Maio (São Paulo) - roteiro e direção[140]
- Forró da Mari (2022), Mariana Aydar; estreia: Sesc Pinheiros (São Paulo) - roteiro e direção[141]
- Tô Voltando (2023), Simone; estreia: Vivo Rio (Rio de Janeiro) - roteiro e direção[142][143]
- Coisas Sagradas Permanecem (2023), Adriana Calcanhotto; estreia: PUCRS (Porto Alegre) - roteiro e direção[144][145]
- Mariana e Mestrinho (2024), Mariana Aydar e Mestrinho; estreia: Sesc Pompeia (São Paulo) - roteiro e direção[146]
- Uma Estrela Misteriosa (2024), Nando Reis; estreia: Palácio das Artes (Belo Horizonte) - roteiro e direção

### Projetos especiais
- Coitadinha Bem Feito (2013), Otto, Adriano Cintra, Lira, Gustavo Galo, Pélico e Gui Amabis; Sesc Vila Mariana (São Paulo) - roteiro[147]
- Waly Salomão: Poesia Total (2014), Gal Costa, Jards Macalé, Helio Flanders, Gustavo Galo e Botika; Sesc Vila Mariana (São Paulo) - roteiro e direção[148]
- Projeto Sala de Estar (2015), Guilherme Arantes; Sesc Pompeia (São Paulo) - roteiro
- Na Contramão (2015), Walter Franco, Jards Macalé e Isca de Polícia; Sesc Pompeia (São Paulo) - roteiro e direção
- Samsung Rock Festival - Volume 1 (2017), Orquestra de Heliópolis; estreia: Praia de Ipanema (Rio de Janeiro) - roteiro[149][150]
- Samsung Rock Festival - Volume 2 (2018), Orquestra de Heliópolis, Samuel Rosa, Suricato e Lari Basílio; Parque Ibirapuera (São Paulo) - roteiro[151][152]
- Amores Acústicos Boticário (2019), Ivete Sangalo, Jota Quest e Silva; Theatro Municipal de São Paulo (São Paulo) - roteiro e direção artística
- Festival Aliança Global Contra a Fome e a Pobreza (G20) (2024), Ney Matogrosso, Alceu Valença, Fafá de Belém, Maria Gadú, Tássia Reis, Jota.Pê, Nova Orquestra e outros; Praça Mauá (RJ) - direção musical [153][154]

## Audiovisuais

### Direção musical
- O Nome dela É Gal (2017) [155]
- Música para Morrer de Amor (2020) [156][157]
- Meu Álbum de Amores (2021) [158][159]

## Livro
- Gal Costa (Bei Editora, 2022) [160][161]